# Mata Hari
Mata Hari, właśc. Margaretha Geertruida MacLeod, z domu Zelle (ur. 7 sierpnia 1876 w Leeuwarden, zm. 15 października 1917 w Vincennes) – holenderska tancerka, która pod takim właśnie pseudonimem zdobyła sławę w Europie Zachodniej początku XX wieku.

## Życiorys
Urodziła się jako córka holenderskiego biznesmena Adama Zelle i Antje van der Meulen. Kiedy miała 6 lat, jej rodzina przeprowadziła się do Lejdy. W 1891 roku zmarła jej matka, a ojciec zbankrutował. Wkrótce Margaretha Geertruida Zelle ukończyła studium nauczycielskie. W wieku 18 lat wyjechała z Amsterdamu, gdyż wywołała skandal romansem z dyrektorem szkoły. W Hadze odpowiedziała na anons matrymonialny starszego od siebie o dwadzieścia dwa lata holenderskiego oficera marynarki, Rudolfa McLeoda (niemal całe dorosłe życie spędził w służbie wojskowej w Holenderskich Indiach Wschodnich). Spotkanie w muzeum doprowadziło do intensywnego, choć krótkotrwałego związku. Po sześciu dniach zaręczyli się, a pobrali się cztery miesiące później. Wkrótce urodził im się syn, Norman John, z którym w maju 1897 roku wyjechali do Holenderskich Indii Wschodnich, gdzie kapitan McLeod wrócił do służby, jaką pełnił w kolonii. Margaretha urodziła tam córkę, Jeanne Louise, ale jej małżeństwo rozpadało się z powodu kłótni. Kres małżeństwa nastąpił po śmierci syna (podobno otrutego przez opiekunkę, namówioną do zbrodni przez swojego
narzeczonego, żołnierza pragnącego się zemścić na Rudolfie McLeodzie za złe traktowanie w czasie służby).
Na początku XX stulecia, po nieudanych próbach pracy jako nauczycielka i rozpadzie małżeństwa (1903), udała się do Paryża. Jeanne Louise została z ojcem. W Paryżu Margaretha zaczęła pozować jako księżniczka z Jawy. Wkrótce została tancerką egzotyczną, wykonującą tańce w stylu orientalnym. Występowała pod pseudonimem Mata Hari (w jęz. indonezyjskim słońce, dosł. oko dnia). Była też luksusową prostytutką, a jej kochankami byli politycy, sędziowie i oficerowie armii.
W 1917 roku została oskarżona we Francji o szpiegostwo. Miała działać jako podwójny agent na usługach Francji i Niemiec. Jej działalność miała być przyczyną śmierci tysięcy żołnierzy na frontach I wojny światowej. Dowodem w jej sprawie były przechwycone przez Anglików depesze nadawane przez Niemców z Madrytu. Jako jedyne kodowane były szyfrem złamanym wcześniej przez Anglików. Wysyłane były w trakcie pobytu Maty Hari w Madrycie, a dotyczyły rzekomego niemieckiego agenta H-21, który zdołał dostać się do francuskiego wywiadu. Jeśli w ogóle była szpiegiem (szpiegostwa podjęła się prawdopodobnie z chęci zysku), jej rolę i szkodliwość wyolbrzymiono.
Życie Maty Hari w czasie wojny stało się przedmiotem nieustających dyskusji. Dokładnie znany jest tylko koniec jej historii. 13 lutego 1917 roku aresztowano ją i z luksusowego pokoju w hotelu przewieziono do więzienia. Oskarżono ją o szpiegostwo i współpracę z wywiadem wroga. Twierdziła, że pieniądze dostawała za usługi seksualne. Ani obrona jednego z najsławniejszych adwokatów, mecenasa Cluneta, ani wstawiennictwo jej wysoko postawionych kochanków – Cambona, ambasadora Francji w Madrycie i de Marguerie, urzędnika Ministerstwa Spraw Zagranicznych – nie zdołały jej uratować. Uznano ją winną i 15 października 1917 roku wczesnym rankiem przewieziono na strzelnicę w koszarach w Vincennes. Została rozstrzelana przez pluton egzekucyjny składający się z dwunastu żołnierzy, odmawiając jednak w romantycznym geście nałożenia opaski na oczy.

## W kulturze
- Matę Hari sportretowała Greta Garbo w filmie Mata Hari (1931, reż. George Fitzmaurice)[1].